# John Purss
 (février 2019).
Si vous disposez d'ouvrages ou d'articles de référence ou si vous connaissez des sites web de qualité traitant du thème abordé ici, merci de compléter l'article en donnant les références utiles à sa vérifiabilité et en les liant à la section « Notes et références ».
John Purss, né le 12 décembre 1732 et mort le 8 avril 1803 est un homme d'affaires canadien et officier de milice.

## Biographie
Purss est né à Elgin en Écosse en 1732. Il est le fils d'un marchand. Après la victoire britannique[Laquelle ?] au Canada, il déménage à Québec. En 1762,  il crée une entreprise, avec un collègue écossais James Johnston, spécialisé dans le commerce de fer, de blé, de fourrures et d'huile de phoques. En 1765, ces deux entrepreneurs se sont aussi associé à Jean-Baptiste Bouchette afin de profiter de son comptoir commercial et de sa possibilité de pêcher dans le golfe du Saint-Laurent. Ils ont également investis dans les forges du Saint-Maurice en 1767, revendant leurs actions quelques années plus tard[Quand ?]. En 1770, ils signent un bail à long terme pour l'exploitation du « Quai du Roi » à Québec, une installation vitale pour le commerce de la ville.
Dans les années 1780, l'entreprise conclue un partenariat avec le beau-frère de Johnston, Henry Taylor, afin de lancer une distillerie sur la rue Champlain. Comportant quatre alambics, quatre chaudières et huit cuves d'évaporation, la distillerie produit des spiritueux, de la bière et une invention de Taylor, « la bière d'épinette », exportée à New York et aux Antilles.
Vers la fin des années 1780, les partenaires détiennent des parts du Pont Dorchester à Québec, et sont propriétaires de plusieurs maisons[Combien ?] qu'ils louent. Leur fortune semble[précision nécessaire] diminuer dans les décennies qui suivent, en effet, les deux associés vendent des biens et la distillerie. De plus, ils sous-louent le « Quai du Roi » , empruntent de l'argent et vendent leurs parts du pont Dorchester. Le partenariat prend fin en 1800, en raison de la mort de Johnston. Le patrimoine de l'entreprise est divisé entre Purss et Margaret Macnider, la veuve de Johnston.
Purss joue un rôle important dans la vie de la ville[réf. nécessaire]. Il a été une figure importante de la Société québécoise de lutte contre les incendies. En 1787, Purss devient lieutenant dans la milice et est promu capitaine autour[évasif] de 1799. Il est nommé[Par qui ?] assesseur en 1797.
Purss meurt le 8 avril 1803. Ne s'étant jamais marié, sa succession est divisée entre sa famille restée en Grande-Bretagne et sa compagne canadienne.